# 黒馬物語 (1994年の映画)
『黒馬物語』（原題：Black Beauty）は1994年の映画である。アンナ・シュウエル原作の小説『黒馬物語』は何度か映画やテレビドラマとして映像化されているが、本作が最も新しい映像作品である。アメリカ合衆国とイギリスの合作。

## キャスト
※括弧内は日本語吹替
- ブラック・ビューティー - 馬：ドックスキーピンタイム/声：アラン・カミング（井上和彦）
- 牧夫グレイ - ショーン・ビーン（秋元羊介）
- ジョー・グリーン - アンドリュー・ノット（結城比呂）
- ジョン・マンリー - ジム・カーター（小山武宏）
- ゴードン氏 - ピーター・デイヴィソン（水野龍司）
- ゴードン夫人 - ロザリンド・エアーズ（鈴木れい子）
- ルーベン・スミス - アラン・アームストロング（宝亀克寿）
- ヨーク - ジョン・マケナリー（清川元夢）
- ウェクスミア夫人 - エリナー・ブロン（久保田民絵）
- ウェクスミア卿 - ピーター・クック（島香裕）
- ジョージ卿 - エイドリアン・ロス・マジェンティ（二又一成）
- ジェリー・バーカー - デヴィッド・シューリス（曽我部和恭）
- ポリー・バーカー - エマ・リッチラー（佐藤しのぶ）
- ダイナ - ダイド・マイルズ（田中敦子）

## その他
- 主人公のブラック・ビューティーを演じた馬のドックスキーピンタイムはタレント馬として知られ、この他にも映画作品に出演している。詳しくは同馬の項目を参照。